# Helios (Rebsorte)
Helios ist eine 1973 gezüchtete pilzwiderstandsfähige Weißweinsorte. Helios wurde am Staatlichen Weinbauinstitut Freiburg durch Norbert Becker aus den Sorten Merzling (als Muttersorte, ♀) sowie Seyve-Villard 12-481 und Müller-Thurgau (als Vatersorte, ♂) gekreuzt. Amtlich wird er mit dem Zuchtstamm FR 242-73 gekennzeichnet. Der Sortenschutz wurde beantragt.
Der Name „Helios“ leitet sich vom Sonnengott ab, der der Sorte zu einer guten Zuckerleistung verhilft.
Siehe auch den Artikel Weinbau in Deutschland sowie die Liste von Rebsorten.

## Eigenschaften der Rebe
Die Blätter sind mittelgroß, dreilappig und intensiv grün. Die Trauben sind mittelgroß. Austrieb, Blüte und Reifungsbeginn erfolgt etwa zeitgleich mit der Sorte Müller-Thurgau. Die Frostfestigkeit gilt als gut bis sehr gut. Die Lageansprüche sind verhältnismäßig gering.

## Eigenschaften des Weins
Die Weine sind fruchtig und stoffig.
SynonymeZuchtnummer FR 242-73
AbstammungMerzling x (Seyve-Villard 12-481 x Müller-Thurgau)